# 松本駅

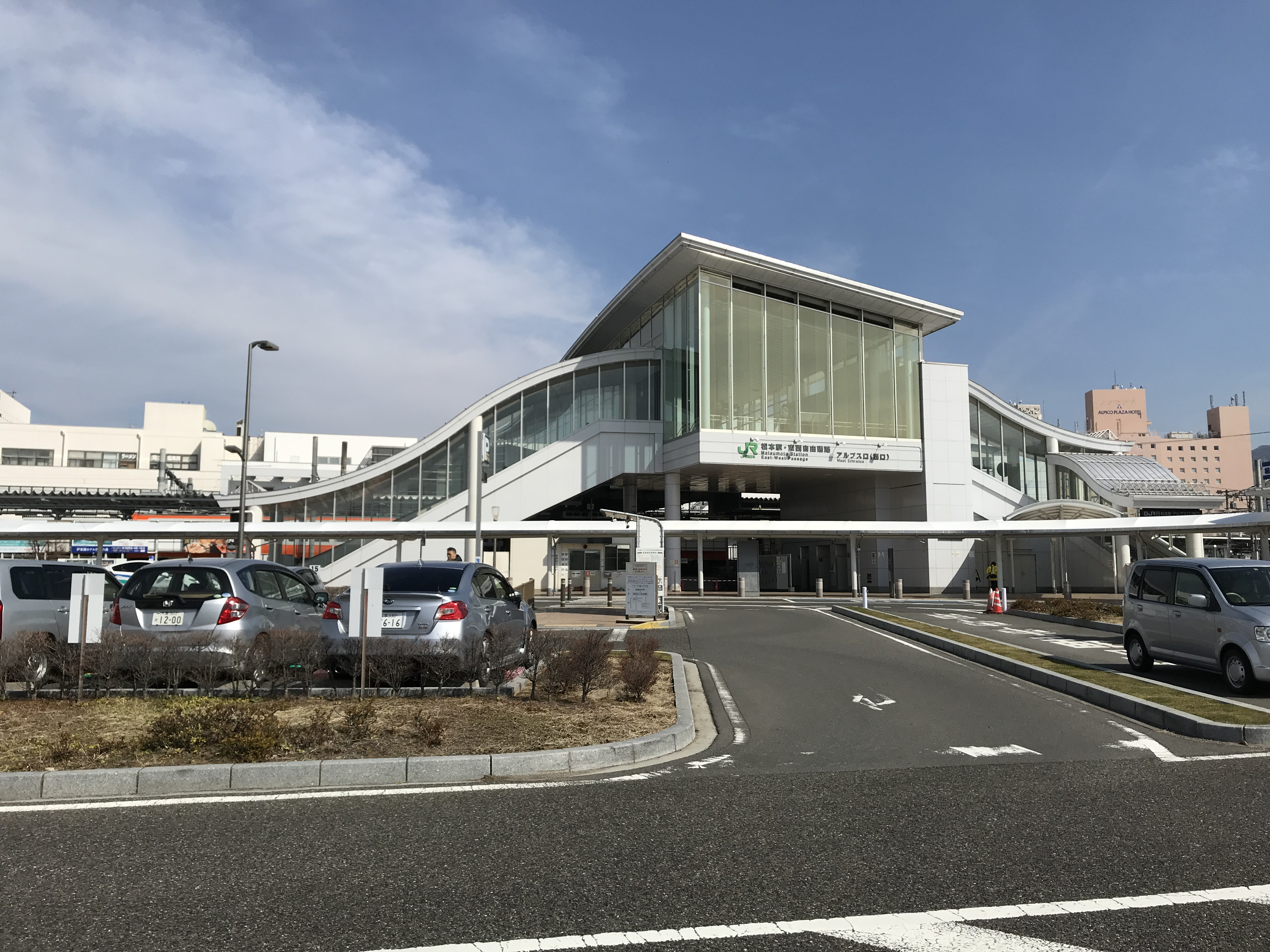
アルプス口（2018年3月）

松本駅（まつもとえき）は、長野県松本市深志一丁目にある、東日本旅客鉄道（JR東日本）・アルピコ交通の駅である。
松本市の中心駅で、駅周辺には繁華街が広がり多くの企業、また、信州大学をはじめとする各種学校の最寄駅でもある。利用者層は幅広く平日は朝夕を主として、休日は日中を含めて混雑が見られる。周辺に多くの観光地があり当駅はその拠点駅となっており、土休日には観光ツアーの団体客、旅行客等の利用で賑いをみせる。
JR駅の事務管コードは▲511504。

## 乗り入れ路線
- JR東日本
  - 篠ノ井線（SN 06[報道 1]）- 当駅の 所属線[1]
  - 大糸線 （42[報道 2]）- 当駅起点
- アルピコ交通
  - 上高地線（AK-01[6]） - 当駅起点

篠ノ井線の列車については塩尻駅を介して中央本線（中央東線・中央西線）へ直通する列車も多数設定されている。そのため、JR東日本では、旅客案内上は当駅以南も中央本線の一部として案内されている。
特急列車は、東京・千葉方面を結ぶ「あずさ」と、名古屋・長野方面とを結ぶ「しなの」の全列車が停車し「あずさ」については大糸線に直通する一部列車を除き当駅を始終着としている。2018年（平成30年）ごろまでは、土休日に運転される「はまかいじ」も発着していた。

## 歴史

### 国有鉄道・JR東日本
- 1902年（明治35年）
  - 6月15日：官設鉄道（のちの日本国有鉄道）篠ノ井線が西条駅から延伸した際の終着駅として開業[1][3]。旅客・貨物の取り扱いを開始[1]。
  - 12月15日：篠ノ井線が塩尻駅まで延伸され、途中駅となる。
- 1915年（大正4年）4月5日：信濃鉄道が開業し、南松本駅（現在の南松本駅とは別）が設置される[7]。
- 1916年（大正5年）9月18日：南松本駅が松本駅に統合[7]。
- 1937年（昭和12年）6月1日：信濃鉄道が国有化され、大糸線となる[7]。
- 1942年（昭和17年）4月：駅舎を改築[3]。
- 1947年（昭和22年）2月4日：夕方に駅舎内から出火[注 1]し、木造2階建300坪が全焼[8]。出火原因は漏電が疑われている[8]。田沢駅、南松本駅で折り返し運転を行った。
- 1948年（昭和23年）4月28日：駅舎を改築[8]。
- 1964年（昭和39年）4月1日：松本電気鉄道浅間線が廃止[8]。のちに駅前広場を改良。
- 1965年（昭和40年）10月1日：みどりの窓口を設置。
- 1968年（昭和43年）6月1日：（松本電気鉄道連絡貨物を除く）貨物の取り扱いを廃止[1]。
- 1972年（昭和47年）4月1日：旅行センターが開業[9]。
- 1973年（昭和48年）12月1日：松本電気鉄道連絡貨物の取り扱いを廃止[1]。
- 1978年（昭和53年）
  - 7月22日：駅舎を改築[3][新聞 1]。
  - 10月14日：昭和天皇が第33回国民体育大会に合わせて県内を行幸。お召し列車が長野駅発、松本駅着で運転[10]。
- 1986年（昭和61年）11月1日：新聞紙を除く荷物の扱いを廃止[1][7]。
- 1987年（昭和62年）4月1日：国鉄分割民営化により、国鉄の駅はJR東日本の駅となる[1]。
- 1992年（平成4年）4月2日：駅ビルを改装し、「セルヴァン」から「MIDORI」となる[新聞 2]。
- 2006年（平成18年）5月20日：東西自由通路の一部供用を開始（改札口の供用を開始、西口バリアフリー化、みどりの窓口を移転）。自動改札機の稼動を開始[新聞 3]。
- 2007年（平成19年）9月1日：駅舎の改築が完成[8]。
- 2010年（平成22年）：駅ビル前のオアシス風の広場を解体し、広場が整備される。
- 2012年（平成24年）：駅前広場整備事業が完成。
- 2014年（平成26年）4月1日：篠ノ井線塩尻方面でICカード「Suica」の利用が可能となる[報道 3]。東京近郊区間に編入される[報道 3]。
- 2016年（平成28年）12月12日：大糸線の駅番号に42を設定。
- 2019年（令和元年）
  - 9月30日：びゅうプラザの営業を終了[報道 4]。
  - 11月22日：改札前広場（待合室）を設置[報道 5]。
- 2020年（令和2年）3月23日：訪日外国人専用カウンター「JR EAST Welcome Center MATSUMOTO」を開設[報道 6]。
- 2025年（令和7年）
  - 2月：篠ノ井線の駅番号にSN 06を設定[報道 1]。
  - 3月15日：篠ノ井線の篠ノ井方面よび大糸線の穂高方面（穂高駅まで）がICカード「Suica」の利用が可能となる[報道 7][報道 8]。

### 筑摩鉄道・松本電気鉄道・アルピコ交通
- 1921年（大正10年）10月2日：筑摩鉄道（後の松本電気鉄道、現・アルピコ交通）島々線（現・上高地線）が開業し、当駅で接続[4]。
- 2011年（平成23年）
  - 4月1日：松本電気鉄道がアルピコ交通に社名改称。
- 2021年（令和3年）
  - 8月15日：令和3年8月の大雨で上高地線の西松本駅 - 渚駅にある田川橋梁が被災し、上高地線の該当区間が運休となる。
  - 8月16日：当駅 - 新村駅間で代行バス運行を実施。当駅の代行バス乗り場はアルプス口（西口）広場ロータリー西側。
  - 10月8日：上高地線の渚駅 - 新島々駅間で列車の運転を再開。当駅 - 渚駅間の代行バスは継続。
- 2022年（令和4年）6月10日 - 上高地線の当駅 - 渚駅間の列車運転再開に伴いバス代行輸送を終了。

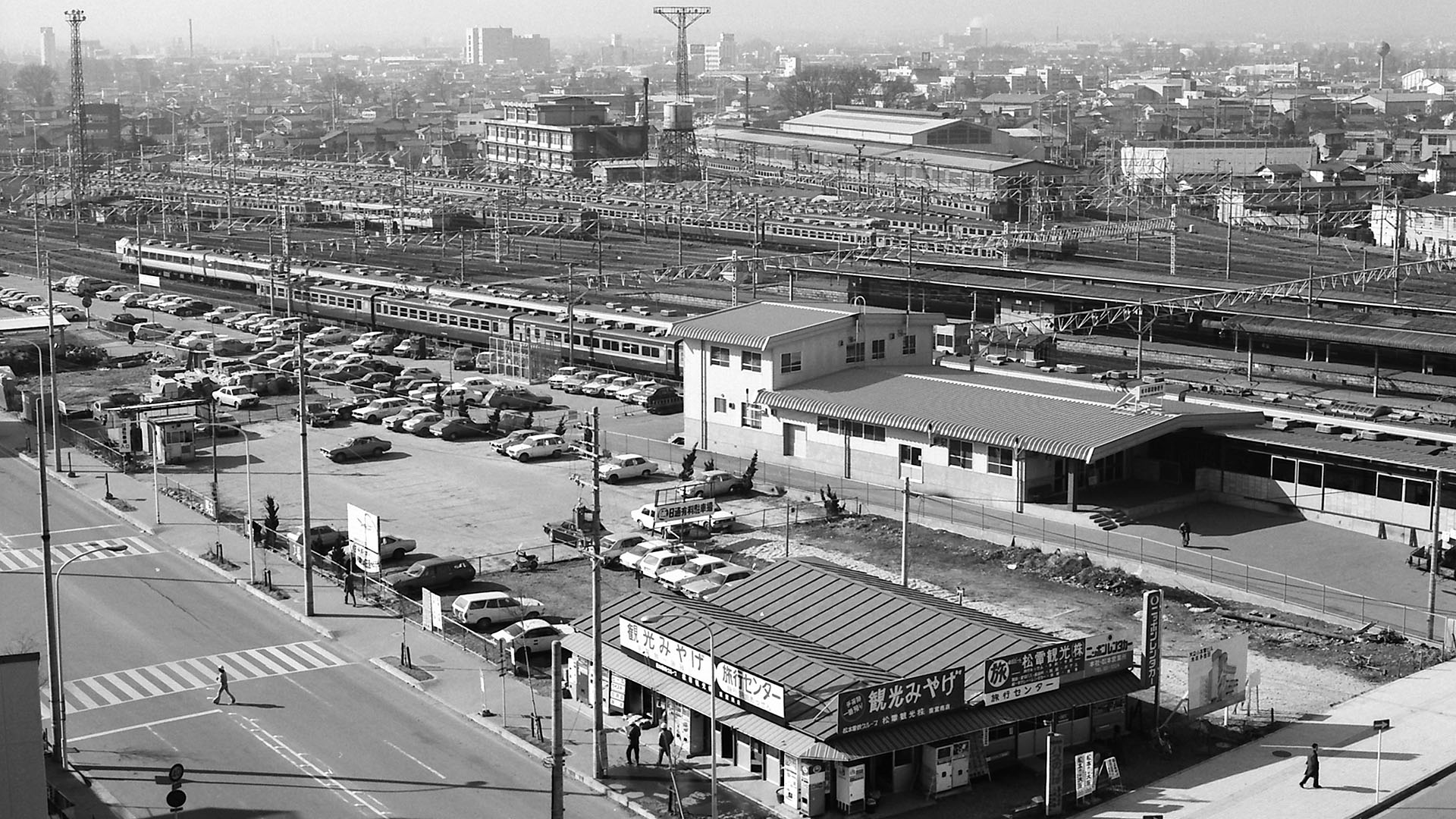
駅舎（1978年）
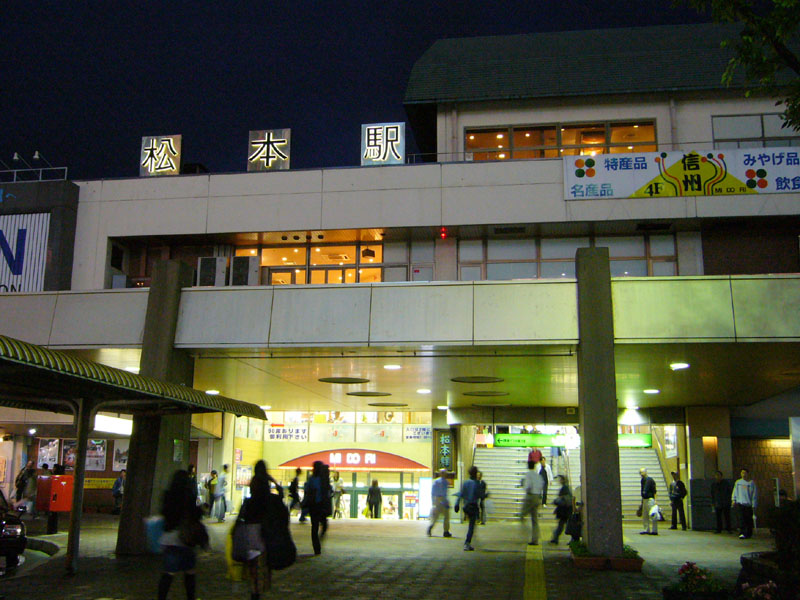
改築前の駅舎（2005年）
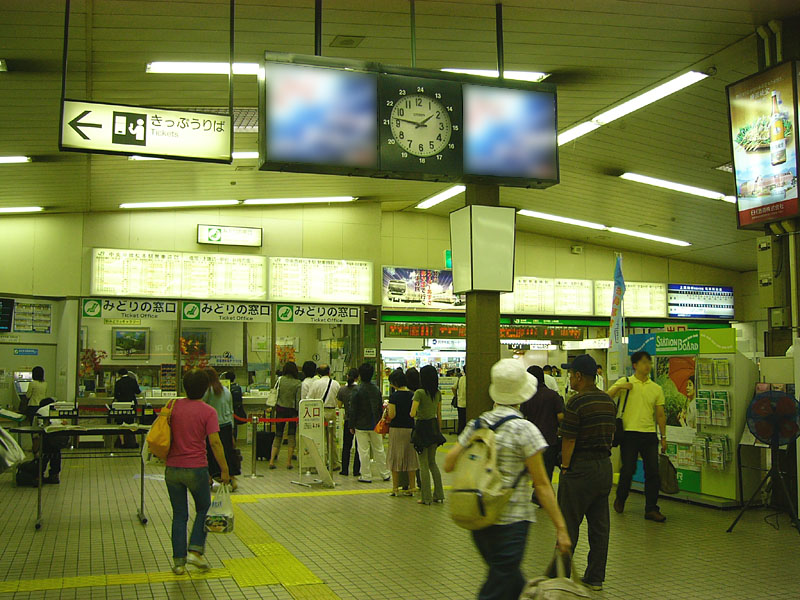
改築前の改札口（2005年）

## 駅構造
当駅はJR東日本とアルピコ交通が構内を共用する共同使用駅で、JR東日本が駅を管轄している。標高は586.0メートル。
0番線から7番線（0・6・7番線は切欠きホーム）まで、各ホームに2線ずつ、計4面8線のホームを持つ地上駅で、橋上駅舎を有している。
改札口は1箇所で、3階にある。そのほか、3階に、JR東日本の設備として、駅事務室、みどりの窓口、VIEW ALTTE（ATM）がある。また、自動券売機（一部上高地線にも対応）、指定席券売機、Suica対応自動改札機を設置している。松本市も設備を有しており、観光案内所がある。
松本統括センターの拠点駅である。また、直営駅（駅長配置）であり、管理駅として篠ノ井線の村井駅 - 冠着駅間の各駅および大糸線の北松本駅・島内駅・島高松駅を管理している。
駅舎の店舗は、駅ビル「MIDORI」と2階・3階で接続しているほか、3階にスターバックスコーヒー、NewDays（土産屋を併設）がある。
改札の外には、お城口（東口）・アルプス口（西口）それぞれにエスカレーターとエレベーターが設置され、車椅子利用者単独での利用が可能である。
改札の中の通路およびホーム上にNewDays、各種売店がある。駅そばは0・1番線にある。6・7番線にもあったが、2020年（令和2年）9月末限りで営業終了した。改札の中には、すべてのホームにエレベーターが、6・7番線を除く各ホームにエスカレーターが設置されている。特急列車が発着するホームの長野方には喫煙ルームが設置されている。
2007年（平成19年）5月1日に松本市制施行100周年を迎えるにあたって、駅舎・駅前広場の改良工事が行われた。地元の篆刻家によって揮毫・木彫された三代目駅舎の表札がお城口に掲示されている。

### のりば
| 番線      | 路線（直通路線）     | 行先                 | 備考 |
| --------- | -------------------- | -------------------- | ---- |
| 1 - 5     | 篠ノ井線             | 篠ノ井・長野方面     |      |
| 1 - 5     | 篠ノ井線             | 篠ノ井・長野方面     |      |
| 中央東線  | 塩尻・甲府・新宿方面 |                      |      |
| ■中央西線 | 塩尻・名古屋方面     |                      |      |
| ■大糸線   | 信濃大町・南小谷方面 |                      |      |
| 2 - 5     | ■中央西線            | 塩尻・名古屋方面     |      |
| 2 - 5     | ■大糸線              | 信濃大町・南小谷方面 |      |
| 6         | ■大糸線              | 信濃大町・南小谷方面 |      |
| 7         | ■上高地線            | 新島々方面           |      |

付記事項
- 名古屋方面の特急「しなの」は、全列車が1番線に到着する（大糸線に直通する臨時列車は除く）。
- 1番線からも長野方面行きや塩尻方面行きの列車が発車する。大糸線と塩尻方面を直通する列車は、線路配置の関係から1番線には進入できず、2 - 5番線から発車する。
- 6番線は大糸線専用で、配線の関係から篠ノ井線には直接進入できないが、長野寄りにある引き上げ線などを介した場合のみ行き来可能である。
- 7番線はアルピコ交通（通称・松本電鉄）専用ホームであるが、JRの線路とは繋がっていない。
- 歴史的経緯から6・7番線ホームは他のホームから離れた位置にある。
- 2024年（令和6年）3月16日より0番線発着の定期列車はなく、回送列車の留置線として使用されている。0番線を発着する列車は構造の関係から塩尻方面行きのみ発着である。

発車メロディ
- 上高地線ホーム7番線以外の全てのホームでJR-SH1が使用されている。上高地線ホームでは列車側で発車ベルを鳴らす。

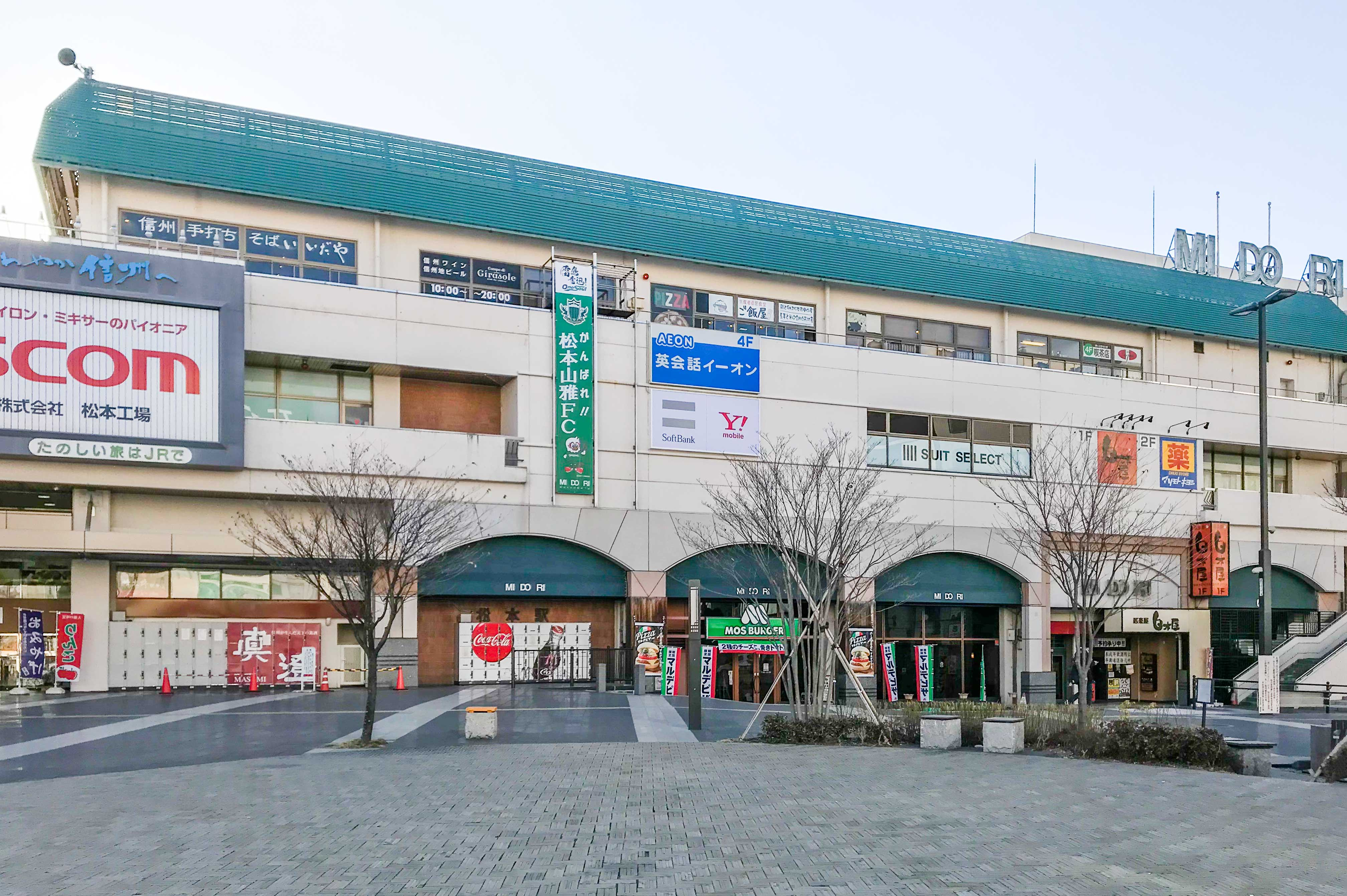
駅ビル「MIDORI」（2018年2月）
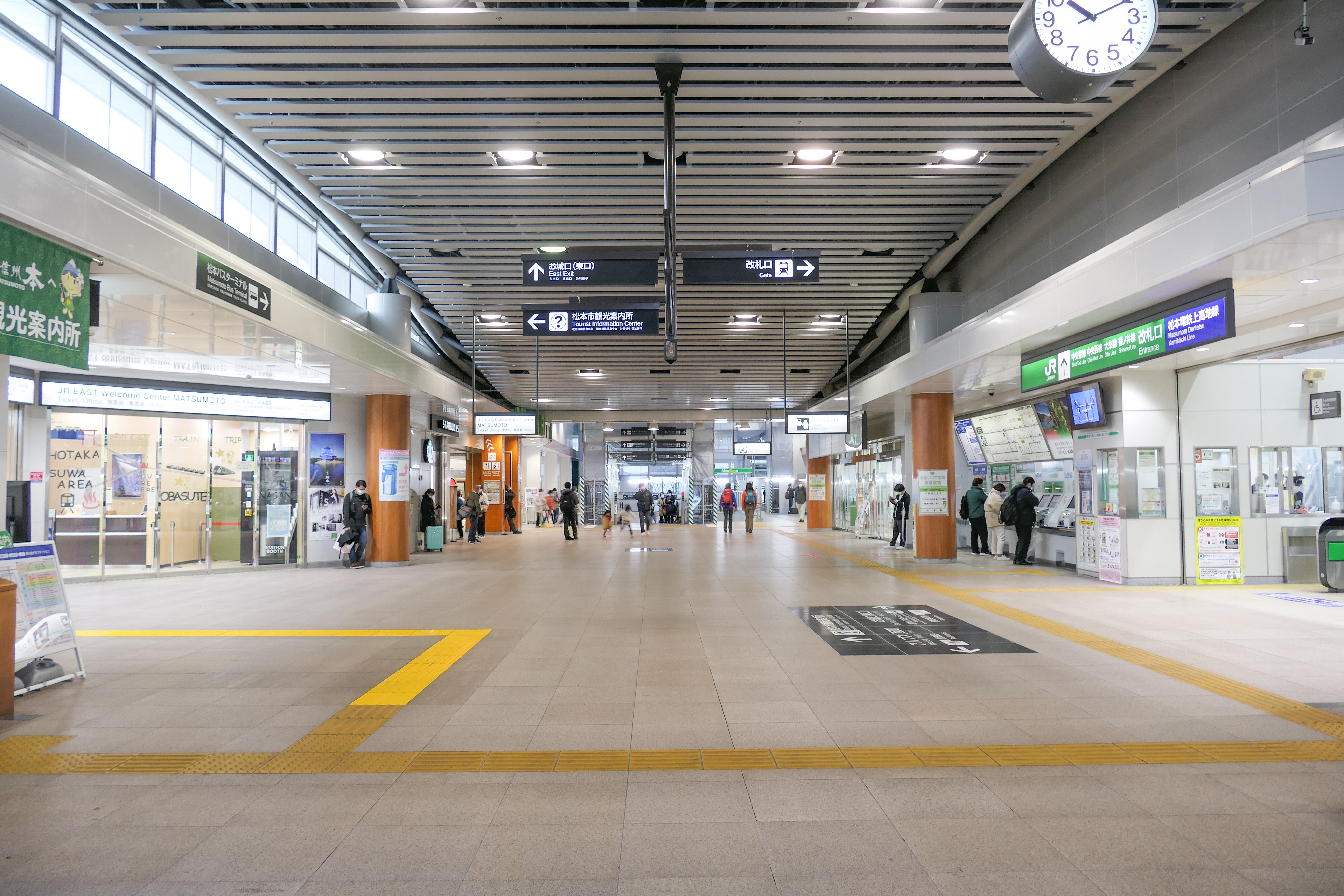
駅構内（2022年12月）
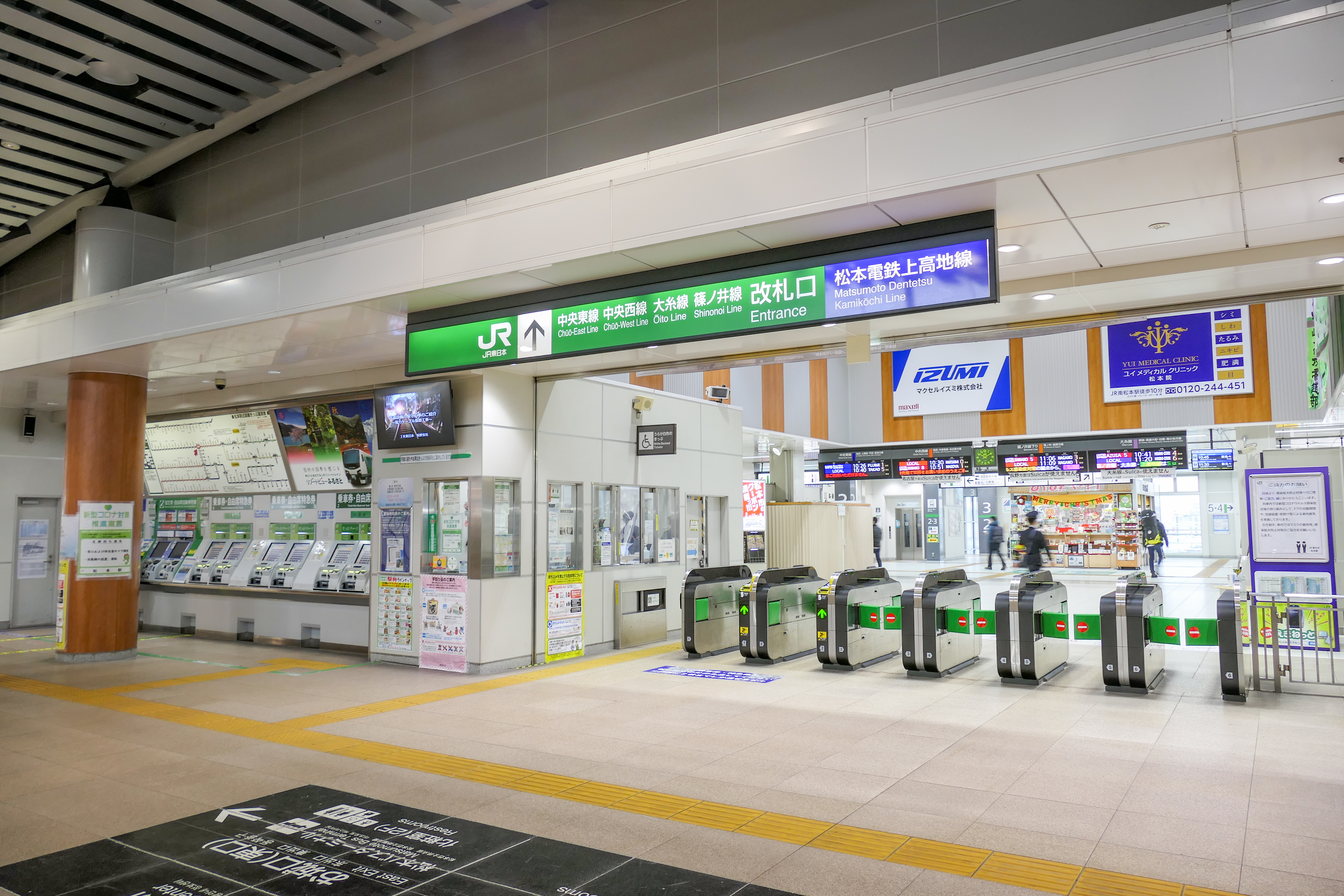
改札口と切符売り場（2022年12月）
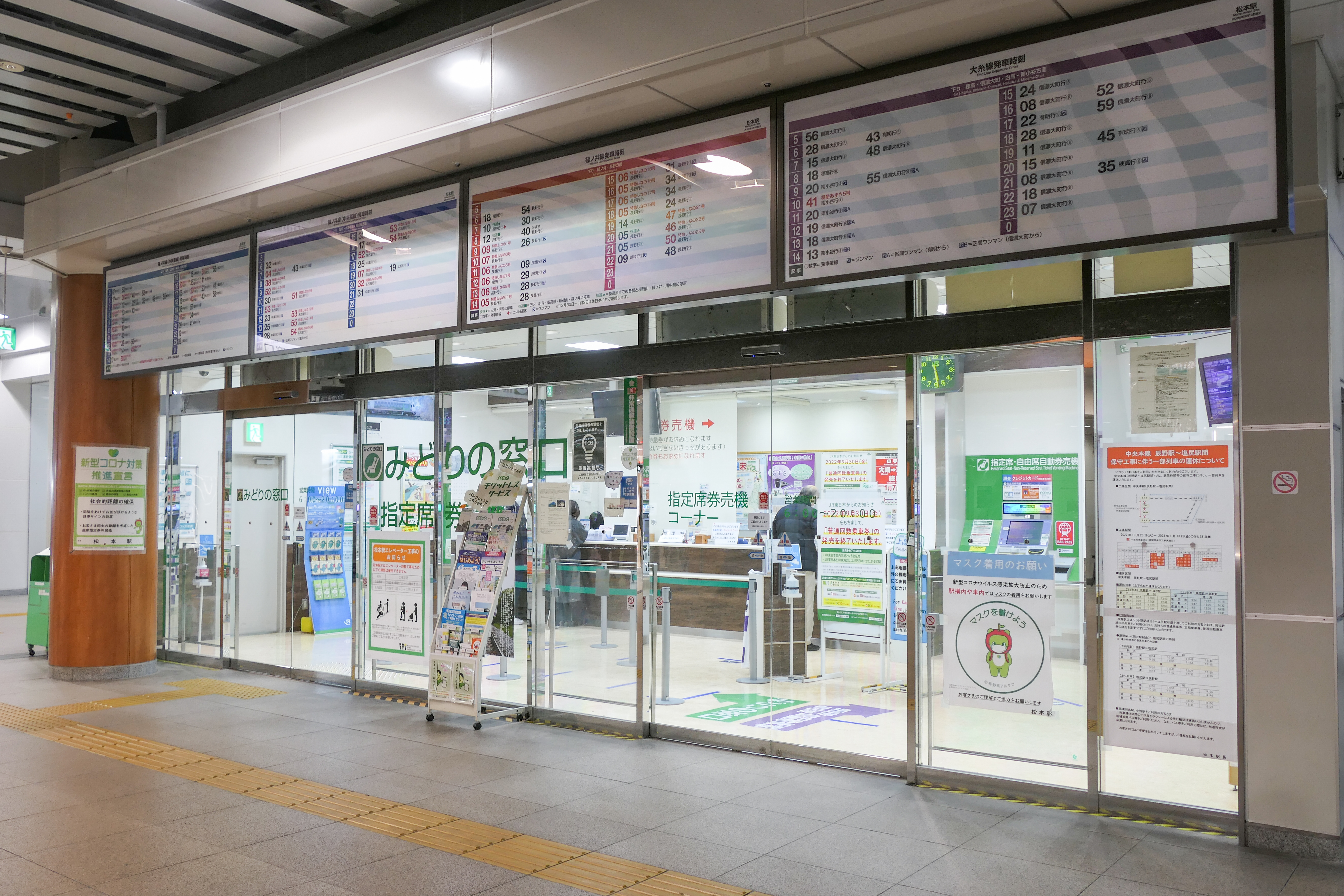
みどりの窓口（2022年12月）
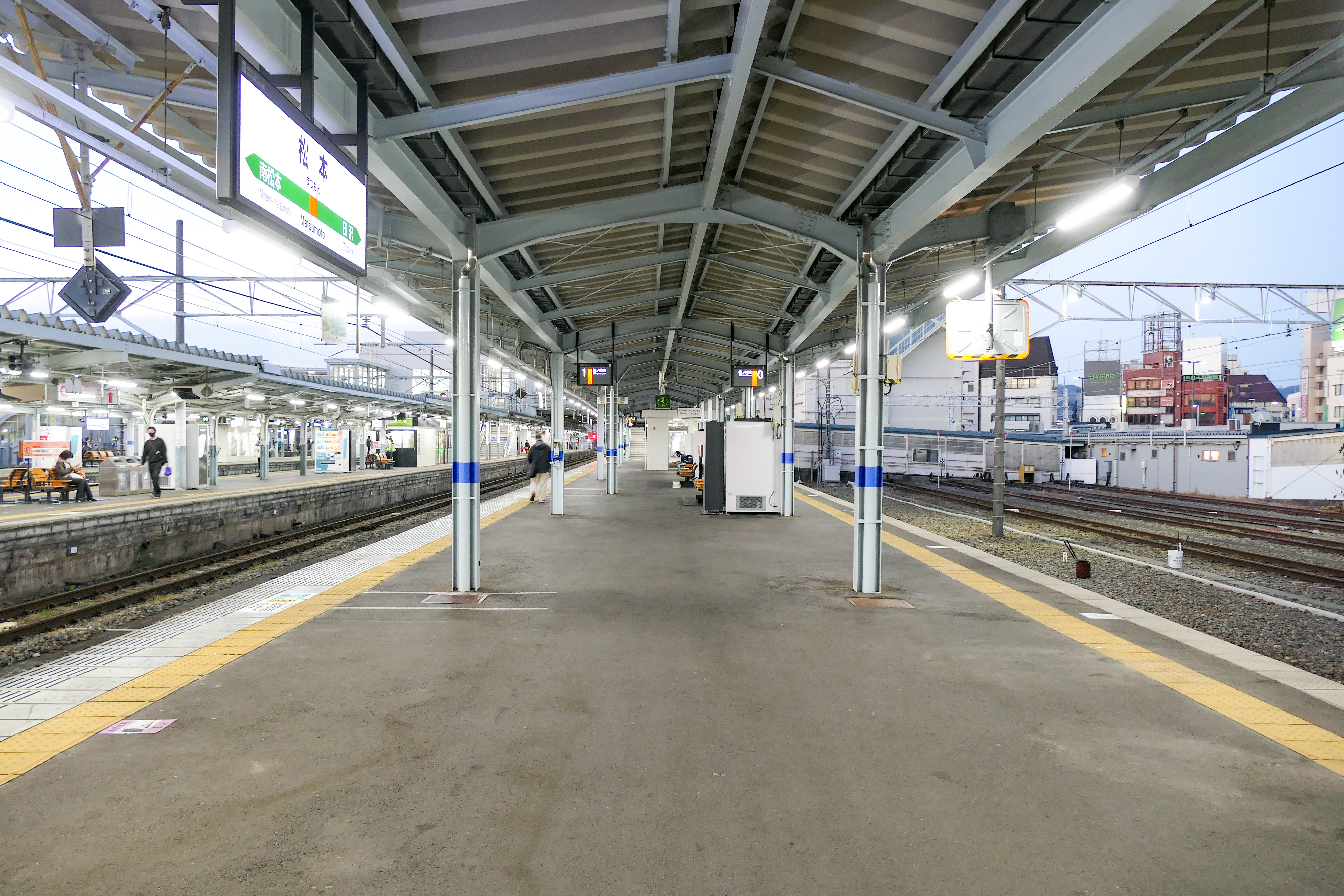
0・1番線ホーム（2022年12月）
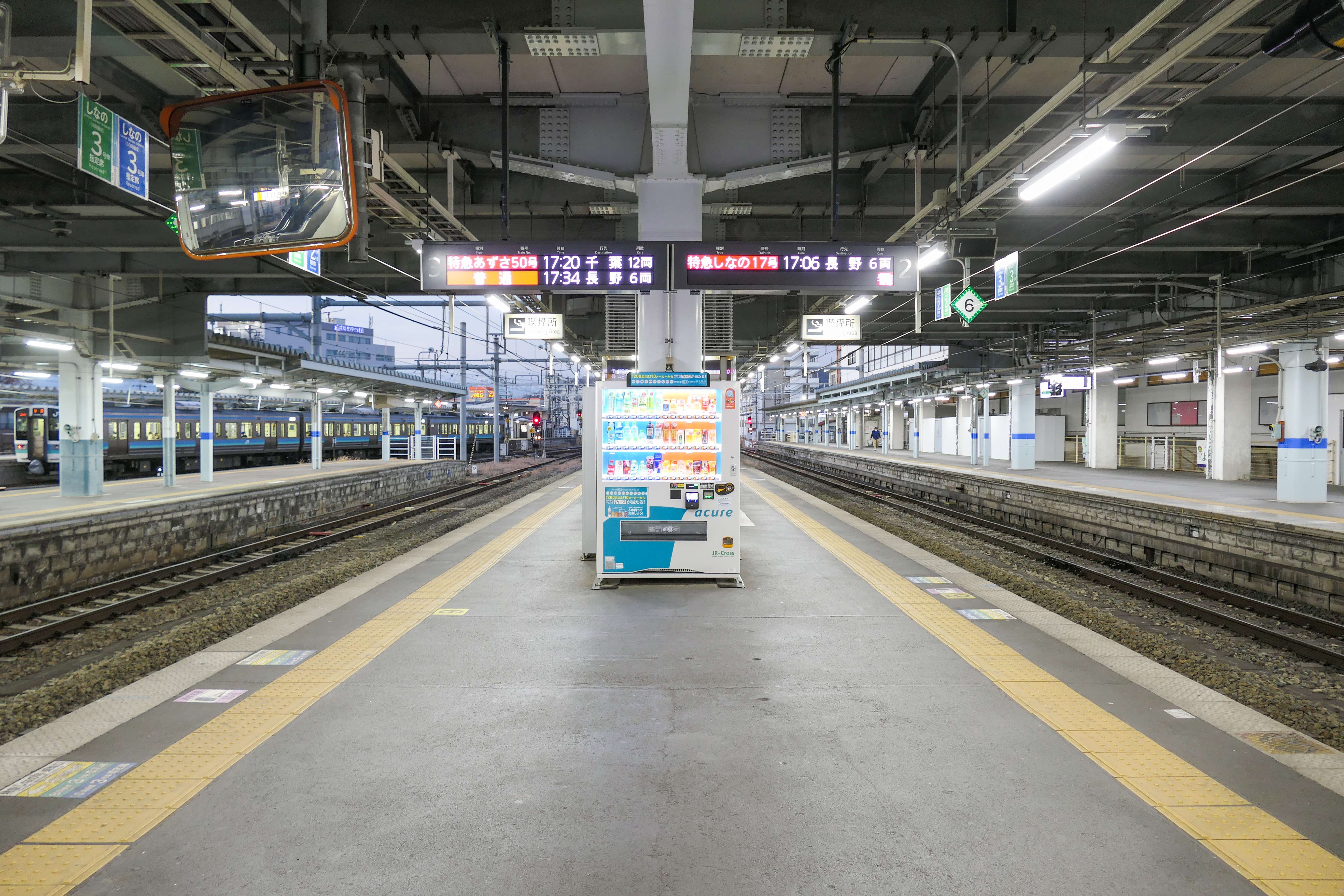
2・3番線ホーム（2022年12月）
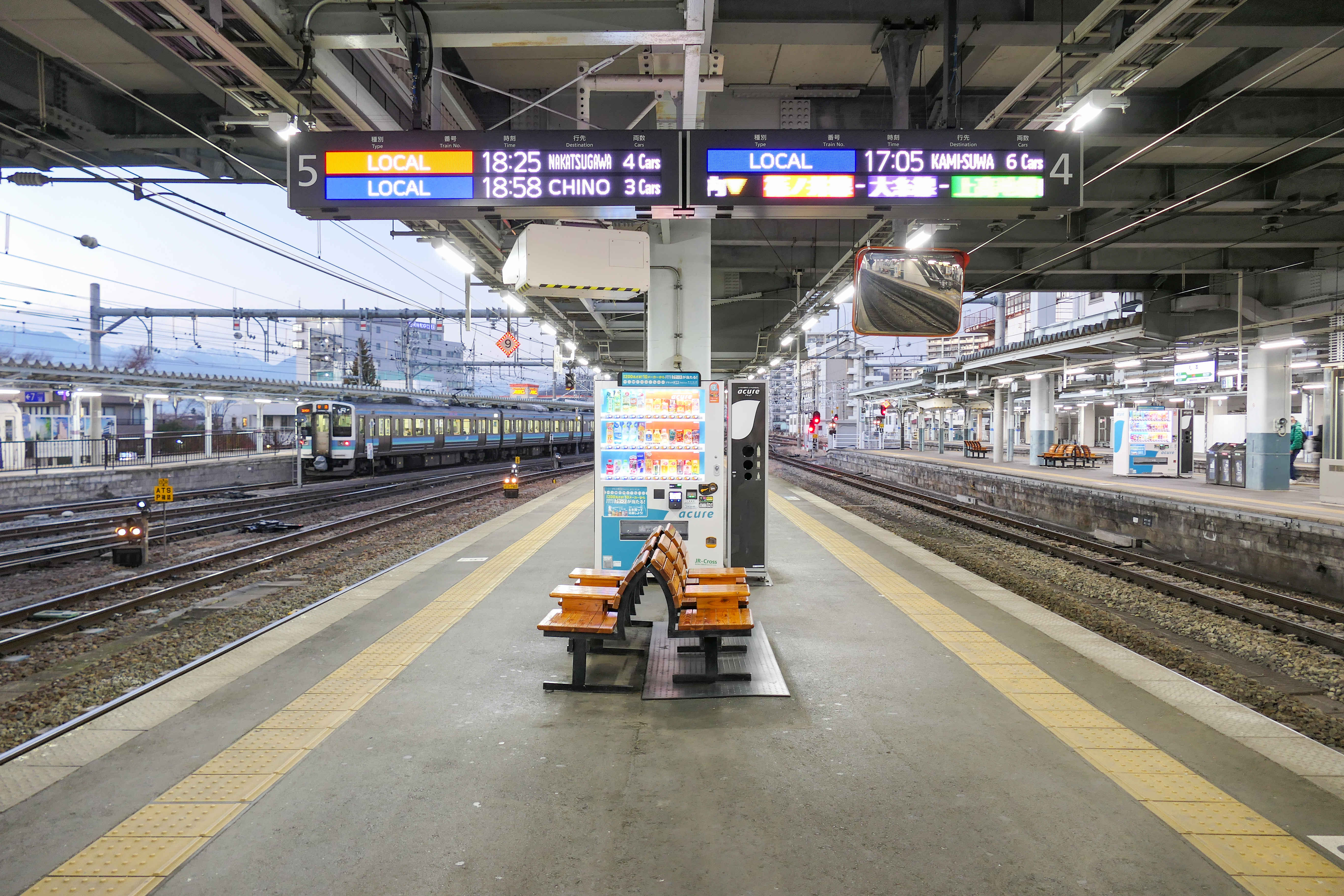
4・5番線ホーム（2022年12月）
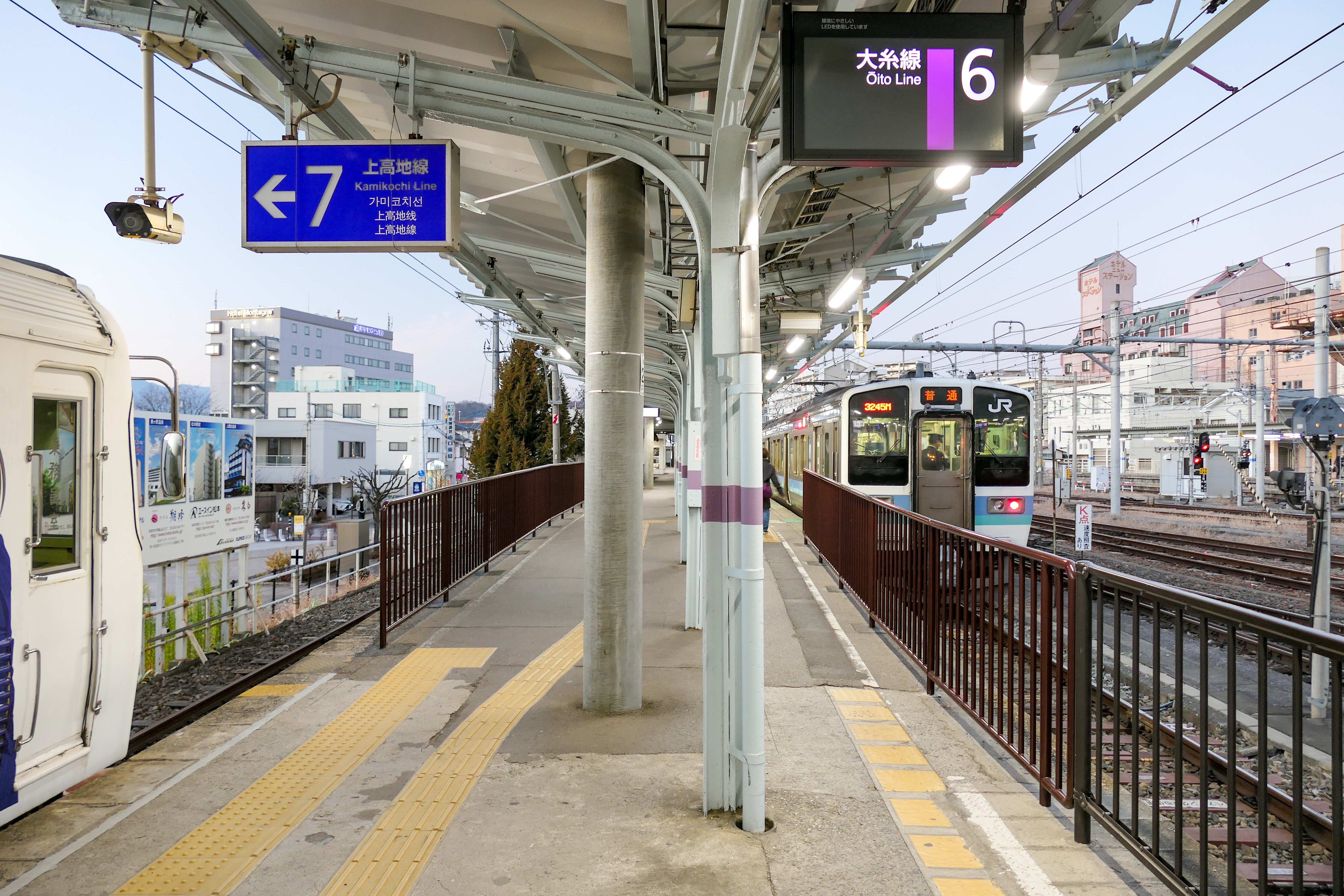
6・7番線ホーム（2022年12月）

## 駅弁
松本駅前に店を構えるイイダヤ軒と塩尻駅の駅弁業者でもあるカワカミの2社の駅弁が主に販売されている。主な駅弁は下記の通り。
- カワカミ
  - 山里おつまみ弁当
  - アルプス道づれおむすび弁当
  - 信州和風牛肉弁当
  - 山菜釜めし
  - 山菜ちらし寿司
  - とり釜めし
  - とりめし
- イイダヤ軒
  - 大糸線の旅（駅構内「駅弁あずさ」で数量限定販売）
  - 信州アルプス牛 牛すき重
  - 信州山ごはん 米豚のめし
  - 安曇野ちらし
  - 地鶏めし
  - 安曇野釜めし
  - 月見五味めし - 松本駅を代表する駅弁
  - 山賊焼

## 利用状況
- JR東日本 - 2023年度（令和5年度）の1日平均乗車人員は15,292人である[JR 1]。
- アルピコ交通 - 2023年度（令和5年度）の1日平均乗車人員は1,913人である[松本 1]。

2000年度（平成12年度）以降の推移は以下のとおりである。
| 1日平均乗車人員推移 | 1日平均乗車人員推移 | 1日平均乗車人員推移 | 1日平均乗車人員推移 | 1日平均乗車人員推移 | 1日平均乗車人員推移  |
| 年度                | JR東日本            | JR東日本            | JR東日本            | アルピコ交通        | 出典                 |
| 年度                | 定期外              | 定期                | 合計                | アルピコ交通        | 出典                 |
| ------------------- | ------------------- | ------------------- | ------------------- | ------------------- | -------------------- |
| 2000年（平成12年）  |                     |                     | 17,459              |                     | [ JR 2 ]             |
| 2001年（平成13年）  |                     |                     | 16,983              |                     | [ JR 3 ]             |
| 2002年（平成14年）  |                     |                     | 16,620              |                     | [ JR 4 ]             |
| 2003年（平成15年）  |                     |                     | 16,240              |                     | [ JR 5 ]             |
| 2004年（平成16年）  |                     |                     | 15,923              |                     | [ JR 6 ]             |
| 2005年（平成17年）  |                     |                     | 15,493              |                     | [ JR 7 ]             |
| 2006年（平成18年）  |                     |                     | 15,367              |                     | [ JR 8 ]             |
| 2007年（平成19年）  |                     |                     | 15,780              |                     | [ JR 9 ]             |
| 2008年（平成20年）  |                     |                     | 15,601              |                     | [ JR 10 ]            |
| 2009年（平成21年）  |                     |                     | 14,868              | 1,685               | [ JR 11 ] [ 松本 2 ] |
| 2010年（平成22年）  |                     |                     | 14,919              | 1,762               | [ JR 12 ] [ 松本 2 ] |
| 2011年（平成23年）  |                     |                     | 15,367              | 1,768               | [ JR 13 ] [ 松本 2 ] |
| 2012年（平成24年）  | 7,142               | 8,721               | 15,864              | 1,863               | [ JR 14 ] [ 松本 3 ] |
| 2013年（平成25年）  | 7,274               | 9,024               | 16,299              | 1,945               | [ JR 15 ] [ 松本 3 ] |
| 2014年（平成26年）  | 7,109               | 8,671               | 15,781              | 1,918               | [ JR 16 ] [ 松本 3 ] |
| 2015年（平成27年）  | 7,647               | 8,656               | 16,303              | 1,915               | [ JR 17 ] [ 松本 4 ] |
| 2016年（平成28年）  | 7,706               | 8,644               | 16,350              | 1,934               | [ JR 18 ] [ 松本 4 ] |
| 2017年（平成29年）  | 7,928               | 8,669               | 16,597              | 2,071               | [ JR 19 ] [ 松本 4 ] |
| 2018年（平成30年）  | 7,888               | 8,775               | 16,663              | 2,134               | [ JR 20 ] [ 松本 5 ] |
| 2019年（令和元年）  | 7,306               | 8,875               | 16,182              | 2,189               | [ JR 21 ] [ 松本 5 ] |
| 2020年（令和02年）  | 3,330               | 7,984               | 11,315              | 1,385               | [ JR 22 ] [ 松本 5 ] |
| 2021年（令和03年）  | 3,959               | 7,978               | 11,937              | 1,373               | [ JR 23 ] [ 松本 6 ] |
| 2022年（令和04年）  | 5,579               | 8,111               | 13,690              | 1,808               | [ JR 24 ] [ 松本 6 ] |
| 2023年（令和05年）  | 6,846               | 8,446               | 15,292              | 1,913               | [ JR 1 ] [ 松本 1 ]  |

## 駅周辺
松本市街地の西端に位置する。

### お城口
- いこいの広場
- 国道143号
- 長野県道23号松本停車場線
- こまくさ道路
- しらかば大通り
- 公園通り
- 駅前記念公園

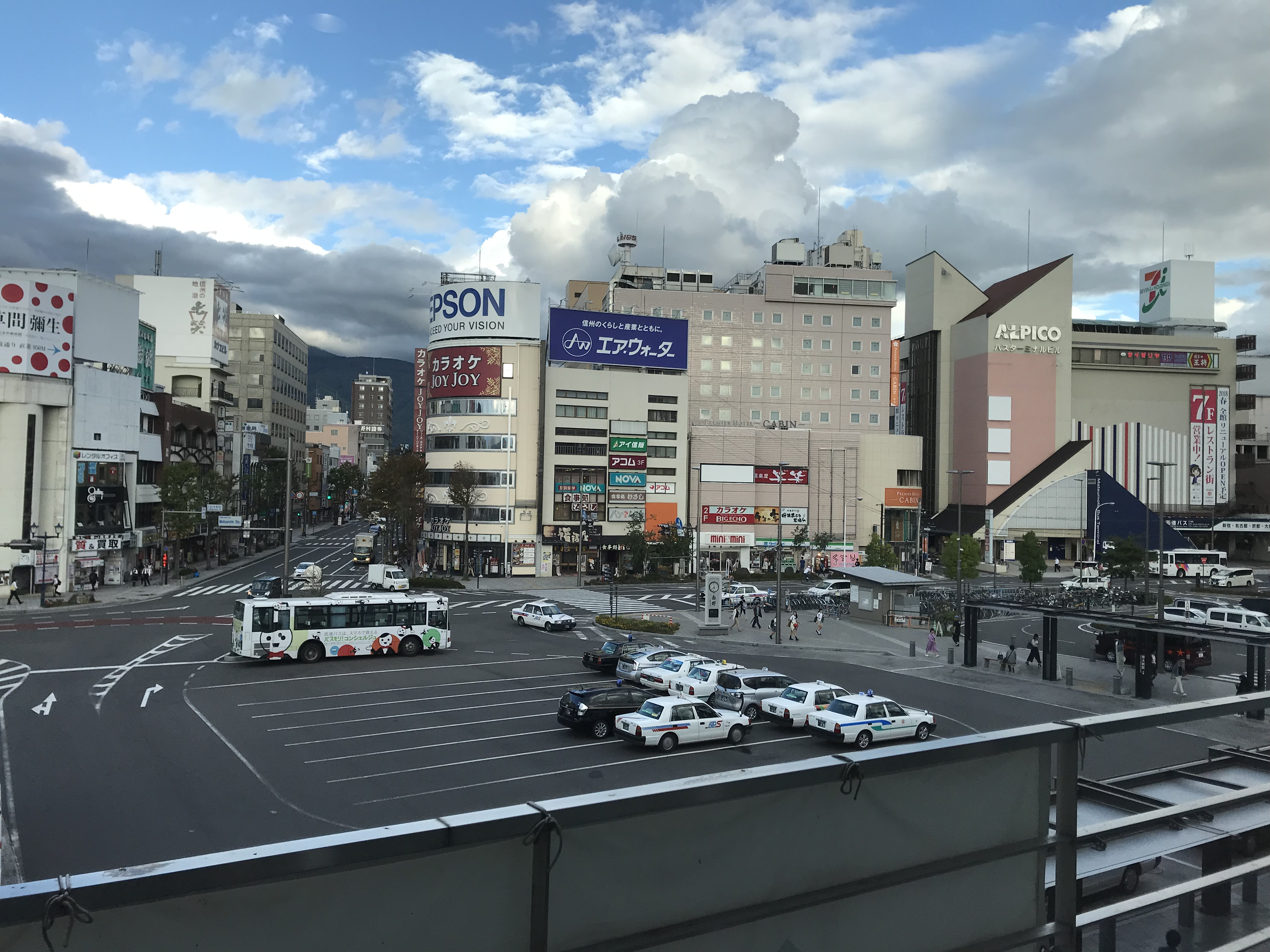
東口周辺

- バスターミナル北バス停 - ぐるっとまつもと（運行：アルピコ交通）- ほしみ線、中山線、入山辺線などが利用可能である。
- 松本駅東口バス停 - 昌栄交通どっとこむライナー
- 松本駅前通りバス停
- しらかば大通りバス停 - 運行会社はトラビスジャパン。お城口広場から南へ約400メートル。
- アルピコプラザ
- 松本警察署松本市松本駅前交番
- 松本バスターミナル
- MMKビルコングロ・M
- 信州予備学校
- 松本大学予備校本校校舎、駅前校舎
- ホテル東横INN松本駅前本町
- 天然温泉梓の湯ドーミーイン松本
- ホテルブエナビスタ
- リッチモンドホテル松本
- 松本郵便局
- みずほ銀行松本支店
- りそな銀行松本支店
- 八十二銀行松本駅前支店
- 長野銀行松本駅前支店
- 野村證券松本支店
- 大和証券松本支店
- 相澤病院
- 松本市時計博物館
- まつもと市民芸術館
- 松本市美術館
- 伊勢町Mウィング
- 浄林寺
- 四柱神社
- 松本城 - 最寄り駅は北松本駅だが、篠ノ井線にはホームがないため、篠ノ井線は松本駅が最寄り駅となる。
- 深志神社

### アルプス口
- ホテルモンターニュ松本
- 松本協立病院[3]
- JR東日本松本統括センター
- JR東日本松本車両センター
- 西松本駅 - アルピコ交通（通称・松本電鉄）上高地線
- 田川
- 薄川

## バス路線
東口に松本駅お城口、西口に松本駅アルプス口バス停が設置され、公設民営バスぐるっとまつもとバスの運行を担うアルピコ交通をはじめとする複数のバス会社による路線バスが運行されている。東口南にある市営駐車場の西側にホテル翔峰とを結ぶ送迎バスが発着する。
なお、アルピコ交通（通称・松本電鉄バス）およびその共同運行会社の路線バスの大半・高速バスなど駅前発着の路線バスは、近くの松本バスターミナルから発着する。また、駅前発着の路線バスは松本バスターミナルを経由しない。駅前発着の路線バスで松本バスターミナルの最寄りになるのは「バスターミナル北」バス停である。
| のりば                   | 運行事業者           | 路線・行先 | 出典                 |
| 松本駅お城口（東口）     | 松本駅お城口（東口） | 松本駅お城口（東口） | 松本駅お城口（東口） |
| ------------------------ | -------------------- | --- | -------------------- |
| 21                       | アルピコ交通         | - 200 タウンスニーカー北コース：松本城・松本市役所前・旧開智学校方面 - 220 タウンスニーカー南コース：相澤病院・ライフスクエアコモ庄内・ハローワーク方面 - 100・110・81 北市内線（東回り・西回り・信大病院行き）：松本市美術館・信大病院・蟻ヶ崎高校方面       | [ 14 ] [ 15 ]        |
| 22                       | アルピコ交通         | - 210 タウンスニーカー東コース：松本市立博物館・蔵のまち中町・イオンモール松本・あがたの森公園・松本市美術館方面 - 120 横田信大循環線：松本市美術館・秀峰学校・横田・松本第一高校方面 - 21 新浅間線：松本市美術館・秀峰学校・横田・松本第一高校・浅間温泉方面 | [ 14 ] [ 15 ]        |
| 23                       | アルピコ交通         | - 130 信大横田循環線：信州大学・松本第一高校方面 - 32 浅間線：松本城・松本市役所・信州大学・浅間温泉方面 | [ 14 ] [ 15 ]        |
| 松本駅アルプス口（西口） |                      | |                      |
| 31                       | アルピコ交通         | - 230 合庁ライナー：県松本合同庁舎方面 - 300 南部循環線：笹部団地・なんなんひろば・ライフスクエアコモ庄内・相澤病院方面 | [ 14 ] [ 15 ]        |
| 31                       | 松本市地域連携バス   | 松本・島内線：なぎさライフサイト・丸の内病院・県松本合同庁舎・浮世絵博物館・松本市歴史の里方面、ラーラ松本方面 | [ 14 ] [ 15 ]        |
| 31                       | アルピコタクシー     | 美ヶ原高原直行バス：美ヶ原高原自然保護センター行き |                      |

## その他
- NHKの連続テレビ小説「おひさま」第103回で、1947年（昭和22年）頭の設定で、松本駅が炎上し、足止めを余儀なくされた人たちに対して、市内の主人公宅のそば屋が炊き出しをする場面があった。上がる炎が見えるのみで、駅自体は登場しなかった。
- 当駅到着時には「まつもとぉー」と、独特のイントネーションによる女声の駅名自動放送が流れている。自動放送の声優を担当した沢田敏子によると、これは国鉄時代に駅内自動放送を導入する際、長野への冬季オリンピック招致を見据えた新技術の先行導入の一環として、通常の切れのいい発音を行わない別枠扱いとして「旅情を呼ぶ声で言って欲しい」と注文されたためであるという[新聞 4]。

## 隣の駅
東日本旅客鉄道（JR東日本）
 中央本線・ 篠ノ井線
特急「あずさ」発着駅（1往復除く）、「しなの」停車駅
□快速・■普通（いずれも「みすず」含む）
南松本駅 (SN 05) - 松本駅 (SN 06) -（平瀬信号場）- 田沢駅 (SN 07)
■大糸線
特急「あずさ」（5・46号のみ）・「はくば」停車駅
□快速（上り1本のみ運転）・■普通
（篠ノ井線）松本駅 (42) - 北松本駅 (41)
アルピコ交通
■上高地線
松本駅 (AK-01) - 西松本駅 (AK-02)

### 記事本文